# Liste der Gefangenen im Tower of London

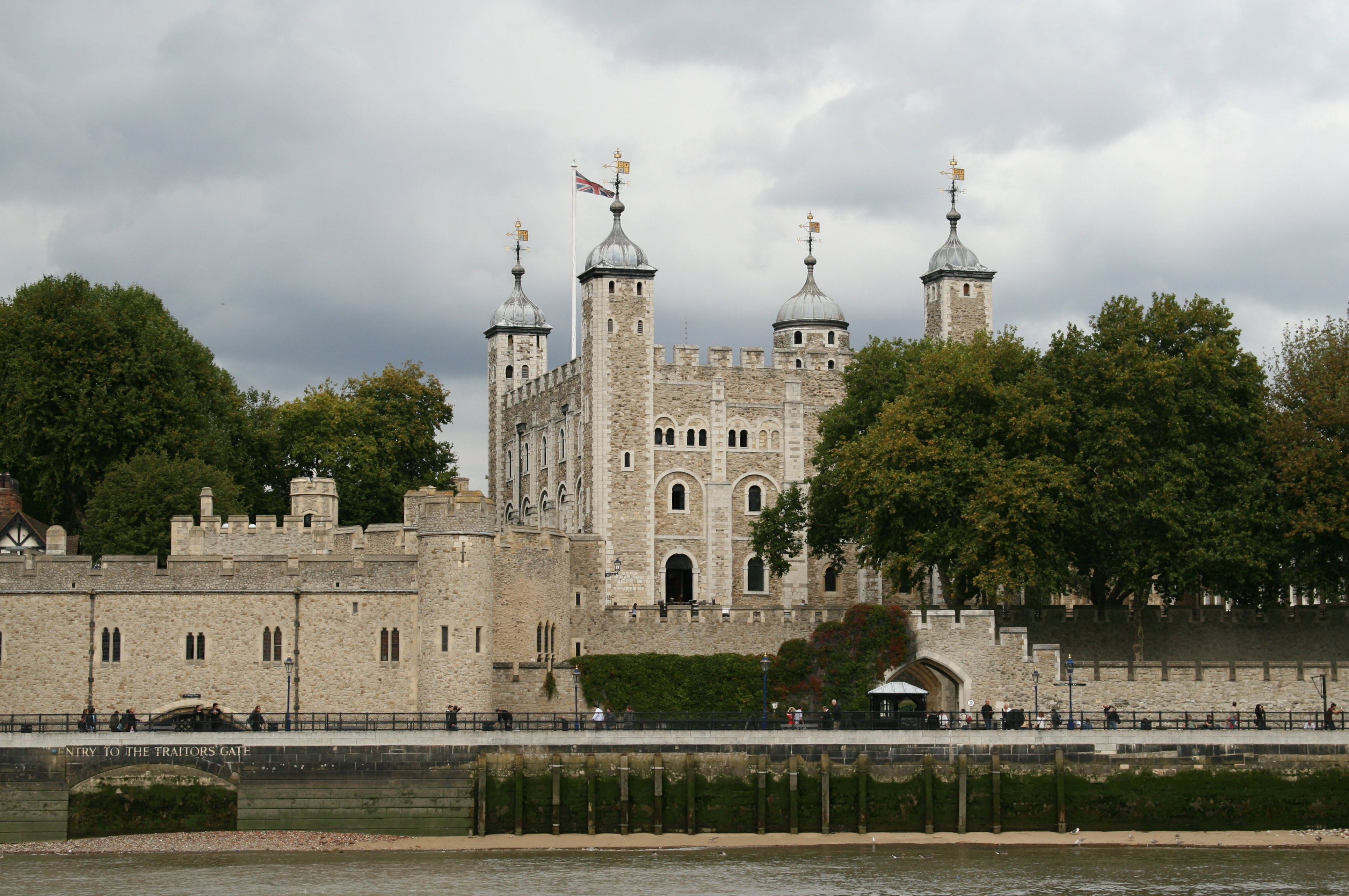
Tower of London

Der Tower of London diente von 1101 bis 1941 als Gefängnis der englischen und britischen Könige. Meist ließen sie in dieser Festung in London höhergestellte oder wichtige Gefangene inhaftieren. Viele Gefangene waren Gefangene des Staates oder des Königs. Andererseits kamen auch vollkommen unbekannte Häftlinge in den Tower. In den 800 Jahren seiner Geschichte wurde kein anderes englisches Gefängnis zu so verschiedenen Zwecken benutzt wie der Tower of London.
Im 13. Jahrhundert beispielsweise diente der Tower als gewöhnliches Kriminalgericht. Mindestens vier des Mordes Verdächtige waren im 13. Jahrhundert im Tower eingesperrt, drei Räuber und ein Kronzeuge für andere Verbrechen. Die genaue Zahl oder gar die Namen der Häftlinge aus jeder Zeit sind nicht mehr überliefert. Bis in das Jahr 1337 hinein lassen sich aber Quellen finden, die den Tower als mögliches Gefängnis für Kriminelle bezeichnen. 1312 kam es zu einem Gefangenenausbruch, als es bewaffneten Gefangenen gelang, auf den Tower Hill zu fliehen und die Glocken von All Hallows-by-the-Tower zu läuten, um die Londoner Bevölkerung zur Hilfe zu rufen. Die herbeigelaufene Menge brach Löcher in Tore und Wände. Es gelang ihr, zwei weitere Gefangene zu befreien. Dies fand zu einer Zeit statt, als der Tower als normales Kriminalgefängnis bereits im Niedergang begriffen war.
Vermutlich stand auf dem Festungsgelände im 12. und 13. Jahrhundert ein Gefängnisgebäude, das keinem anderen Zweck diente, als Gefangene zu beherbergen. In späteren Jahrhunderten wurden die Gefangenen in anderen Teilen der Festung untergebracht, wobei so gut wie jedes Gebäude irgendwann in seiner Geschichte auch Gefangene beherbergte. Im White Tower waren spätestens seit dem 13. Jahrhundert hochgestellte Gefangene in den oberen Stockwerken untergebracht. Allerdings konnten diese hier nicht allzu lange gefangen gehalten werden, ohne den Ablauf des Alltags im Tower zu stören. Mit dem Bau der äußeren Festungswälle unter Heinrich III. und Eduard I. entstand Platz für weitere Bauten. Die wichtigsten Gefängnisse waren vermutlich der Beauchamp Tower und der Martin Tower.
Das Ende des Towers als Kriminalgefängnis kam, nachdem einerseits in London das Newgate-Gefängnis im 13. Jahrhundert etabliert war, zum anderen fand die Monarchie auch außerhalb Londons sichere Aufbewahrungsorte für Gefangene und musste diese nicht mehr in die Hauptstadt bringen lassen.
Der Tower eignete sich besonders gut als Gefängnis auch für schwierige oder populäre Gefangene, da er direkt mit der Person des Königs verbunden und stark geschützt war. Ein System aus Wällen und Festungsanlagen trennte ihn von der möglicherweise unruhigen Bevölkerung Londons. Bis in das 20. Jahrhundert war der Tower zudem immer Standort militärischer Einheiten, die neben den regulären Wächtern als zusätzlicher Schutz des Gebäudes dienten. Da im Tower oft Elitetruppen des Königs stationiert waren, war die Zuverlässigkeit und Einsatzbereitschaft meist höher als in anderen Gefängnissen.
Zugleich verfügte der Tower über vergleichsweise üppig ausgestattete Räumlichkeiten und Wohnmöglichkeiten. So war es möglich, hochgestellten Gefangenen ein Leben zu bieten, das ihrem Stand angemessen schien, und sie doch sicher zu verwahren. Auch gewöhnlichen Gefangenen bot der Tower bessere Haftbedingungen als die anderen Gefängnisse der Stadt, und so konnte der König als besonderen Gnadenakt Gefangene in den Tower bringen lassen. Außerdem ließen sich die Haftbedingungen im Tower verbessern, indem man den Wärtern oder der Gefängnisverwaltung entsprechende Geldbeträge bezahlte. Bis in das 14. Jahrhundert hatte sich daraus ein offizieller Gebührenkatalog entwickelt. Das Prestige des Towers ließ ihn auch als angemessene Haftanstalt erscheinen bei allen Verbrechen, die direkt die Interessen des englischen oder des britischen Königshauses involvierten.
| Name                                       | Zeit der Inhaftierung                                                         | Offizieller Haftgrund                                               | Grund des Haftendes                                                                | Standort der Zelle        | Bemerkungen | Belege/ Einzelnachweise |  |
| ------------------------------------------ | ----------------------------------------------------------------------------- | ------------------------------------------------------------------- | ---------------------------------------------------------------------------------- | ------------------------- | --- | ----------------------- |  |
| Ranulf Flambard                            | bis 1101                                                                      | Mord                                                                | Erfolgreiche Flucht                                                                | White Tower               | Erster Gefangener im Tower |                         |  |
| Ein Jude                                   | 1247                                                                          | Nach Taufe wieder Ausübung des jüdischen Glaubens                   |                                                                                    |                           | | [ 7 ]                   |  |
| Etwa 700 Juden                             | 1275–1278                                                                     | Beschneiden von Münzen                                              | Verschieden                                                                        |                           | 1287 wurden alle Juden inhaftiert und aus dem Land vertrieben | [ 7 ] [ 6 ]             |  |
| John Balliol                               | 1297–1299                                                                     | Kriegsgefangener                                                    | Freigelassen nach Intervention des Papstes und gegen Versprechen ins Exil zu gehen | Salt Tower                | König von Schottland, Anwärter auf den englischen Thron | [ 1 ]                   |  |
| Roger Mortimer, 1. Earl of March           | 1322–1323                                                                     | Revolte gegen Eduard II.                                            | Flucht                                                                             |                           | | [ 8 ]                   |  |
| Französische Kriegsgefangene               | 1339–1453                                                                     | Verschieden                                                         |                                                                                    |                           | |                         |  |
| David II.                                  | 1346–1347                                                                     | Kriegsgefangener                                                    |                                                                                    |                           | König von Schottland | [ 1 ]                   |  |
| Johann II.                                 | 1357–1360                                                                     | Kriegsgefangener                                                    | Friede von Brétigny                                                                | White Tower               | König von Frankreich | [ 1 ] [ 5 ]             |  |
| Philipp II.                                | 1357–1360                                                                     | Kriegsgefangener                                                    | Friede von Brétigny                                                                |                           | Herzog von Burgund, Sohn von Johann II. von Frankreich | [ 1 ]                   |  |
| Richard II.                                | 1399                                                                          |                                                                     | Verzichtete auf die Krone zugunsten von Heinrich IV.                               |                           | | [ 9 ]                   |  |
| Unterstützer von Owain Glyndŵr             | 1404                                                                          |                                                                     |                                                                                    |                           | | [ 10 ]                  |  |
| Jakob I.                                   | 1406                                                                          |                                                                     |                                                                                    |                           | König von Schottland, nochmals im Tower 1413. War von 1402 bis 1424 Gefangener der englischen Könige an wechselnden Orten. | [ 1 ]                   |  |
| Jakob I.                                   | 1413                                                                          |                                                                     |                                                                                    |                           | König von Schottland. Zweite Haft nach 1406. War von 1402 bis 1424 Gefangener der englischen Könige an wechselnden Orten. | [ 1 ]                   |  |
| Charles de Valois, duc d’Orléans           | War von 1415 bis 1440 Gefangener der englischen Könige an verschiedenen Orten | Kriegsgefangener                                                    | Lösegeldzahlung                                                                    | Vermutlich im White Tower | | [ 1 ] [ 5 ]             |  |
| Heinrich VI.                               | 1460                                                                          | Gefangener im englischen Rosenkrieg                                 | Ermordet am 21. Mai 1471                                                           | Wakefield Tower           | Seiner Ermordung wird bis heute mit einer jährlichen Zeremonie im Tower gedacht | [ 11 ]                  |  |
| Margarete von Anjou                        | 1471                                                                          | Gefangene im englischen Rosenkrieg                                  | Freigekauft von Ludwig XI. gegen Ländereien in Frankreich                          |                           | Frau von Heinrich VI. | [ 12 ]                  |  |
| Eduard V. und Richard of Shrewsbury        | 1483–?                                                                        | Zur eigenen Sicherheit                                              | Vermutlich ermordet                                                                |                           | Die Prinzen im Tower |                         |  |
| Anhänger von Perkin Warbeck                | 1495                                                                          |                                                                     |                                                                                    |                           | Der Großteil der Gefangenen war in Newgate inhaftiert | [ 10 ]                  |  |
| Thomas Abbell                              | 1532 und 1533–1540                                                            | Katholischer Priester                                               | 1532: Freigelassen 1540: Hinrichtung                                               |                           | Hinterließ ein Graffito mit einem A in der Mitte einer Glocke (engl. Bell), zusammen A-Bell. | [ 13 ]                  |  |
| John Frith                                 | 1532–1533                                                                     | Priester der Reformation                                            | Im Juni 1533 ins Newgate Prison verlegt, im Juli 1534 hingerichtet                 |                           | Eingesperrt auf Veranlassung von Thomas Morus, der wenig später selbst im Tower gefangen war. Schrieb im Tower A Boke . . . answeringe vnto M.mores lettur – eine Kampfschrift gegen die Transsubstantiation, die endgültig sein Schicksal besiegelte. | [ 14 ]                  |  |
| John Fisher                                | 1534–1535                                                                     | Weigerte sich, Heinrich VIII. als Oberhaupt der Kirche anzuerkennen | Hinrichtung                                                                        | Bell Tower                | Während seiner Haft in Abwesenheit zum Kardinal erhoben. | [ 15 ]                  |  |
| Thomas Morus                               | 1534–1535                                                                     | Weigerte sich, Heinrich VIII. als Oberhaupt der Kirche anzuerkennen | Hinrichtung                                                                        | Bell Tower                | | [ 15 ]                  |  |
| Thomas Wyatt                               | 1536 und 1541                                                                 |                                                                     | Beide male Freilassung                                                             | Bell Tower (1536)         | Angeblich Geliebter von Anne Boleyn | [ 16 ]                  |  |
| Anne Boleyn                                | 1536                                                                          | Hochverrat                                                          | Hinrichtung                                                                        |                           | Zweite Frau von Heinrich VIII. |                         |  |
| Adrian Fortescue                           | 1539                                                                          | Hochverrat                                                          | Hinrichtung                                                                        |                           | Später seliggesprochen |                         |  |
| Catherine Howard                           | 1542                                                                          | Hochverrat                                                          | Hinrichtung                                                                        |                           | Fünfte Frau von Heinrich VIII. |                         |  |
| Jane Grey                                  | 1553 – 12. Januar 1554                                                        |                                                                     | Hinrichtung                                                                        |                           | Neuntagekönigin |                         |  |
| John Dudley, 1. Duke of Northumberland     | 1553                                                                          | Unterstützer von Jane Grey                                          | Hinrichtung                                                                        | Beauchamp Tower           | Hinterließ mehrere kunstvolle Inschriften in der Wand des Towers | [ 17 ]                  |  |
| Elisabeth I.                               |                                                                               |                                                                     | Freiheit                                                                           | Bell Tower                | Wurde danach Königin | [ 18 ]                  |  |
| Hugh Draper                                |                                                                               |                                                                     |                                                                                    | Salt Tower                | Katholischer Geistlicher, hinterließ 1561 mit einer astronomischen Uhr die kunstvollste aller Wandgravuren durch Gefangene im Tower | [ 19 ]                  |  |
| Henry Oldenburg                            | 1667                                                                          | „Gefährliche Bestrebungen“                                          |                                                                                    |                           | Sekretär der Royal Society |                         |  |
| Henry Laurens                              | 1779 – 31. Dezember 1781                                                      |                                                                     | Gefangenenaustausch gegen Lord Cornwallis                                          |                           | Einziger Amerikaner, der im Tower eingesperrt war |                         |  |
| Roger Casement                             | ? – 1916                                                                      | Hochverrat                                                          | Verlegung ins Pentonville Prison, dort am 1. August 1916 Hinrichtung.              |                           | Irischer Revolutionär | [ 20 ]                  |  |
| Etwa 180 Mann deutscher U-Boot-Besatzungen | Zweiter Weltkrieg                                                             |                                                                     | Verlegung                                                                          | Hospital Block            | Kurzaufenthalt vor Verlegung in andere Gefängnisse | [ 20 ]                  |  |
| Werner Gerlach                             | Sommer 1940                                                                   | Kriegsgefangener                                                    | Auslieferung an Deutschland                                                        |                           | Deutscher Generalkonsul auf Island | [ 20 ]                  |  |
| Rudolf Heß                                 | Vier Tage im Mai 1941.                                                        |                                                                     | Verlegung                                                                          | Queen's House             | Kurzaufenthalt vor Verlegung in anderes Gefängnis. | [ 21 ]                  |  |
| Josef Jakobs                               | August 1941                                                                   | Kriegsgefangener                                                    | Hinrichtung                                                                        |                           | Letzte Hinrichtung im Tower | [ 22 ]                  |  |
| Kray-Zwillinge                             | 1952                                                                          | Fahnenflucht                                                        |                                                                                    | Waterloo Barracks         | | [ 23 ]                  |  |